# Бил Патерсон
Вилијам Тулок "Бил" Патерсон (3. јун 1945) је британски телевизијски и филмски глумац.
Патерсон је најпознатији по улози Џорџа Касла у серији Ред и закон: Велика Британија.